# Cleveland IndyCar Grand Prix 1996
Cleveland IndyCar Grand Prix 1996 kördes den 30 juni på Burke Lakefront Airport. Gil de Ferran tog sin första seger för säsongen i tävlingen som ingick i CART World Series säsongen 1996. 

## Slutresultat
| Plats | Förare                | Team                     | Grid | Kvaltid  |
| ----- | --------------------- | ------------------------ | ---- | -------- |
| 1     | Gil de Ferran         | Jim Hall Racing          | 7    | 58,844   |
| 2     | Alex Zanardi          | Chip Ganassi Racing      | 2    | 58,350   |
| 3     | Greg Moore            | Forsythe Racing          | 4    | 58,561   |
| 4     | Al Unser Jr.          | Marlboro Team Penske     | 16   | 59,566   |
| 5     | Bryan Herta           | Team Rahal               | 3    | 58,398   |
| 6     | Adrián Fernández      | Tasman Motorsports       | 6    | 58,724   |
| 7     | Christian Fittipaldi  | Newman/Haas Racing       | 10   | 58,950   |
| 8     | Scott Pruett          | Patrick Racing           | 12   | 59,057   |
| 9     | Paul Tracy            | Marlboro Team Penske     | 8    | 58,865   |
| 10    | Jimmy Vasser          | Chip Ganassi Racing      | 1    | 58,336   |
| 11    | Mark Blundell         | PacWest Racing           | 15   | 59,478   |
| 12    | Stefan Johansson      | Bettenhausen Motorsports | 19   | 59,959   |
| 13    | Juan Manuel Fangio II | All American Racing      | 25   | 1.01,343 |
| 14    | Roberto Moreno        | Payton/Coyne Racing      | 22   | 1.00,857 |
| 15    | Bobby Rahal           | Team Rahal               | 11   | 59,007   |
| 16    | Jeff Krosnoff         | Arciero-Wells Racing     | 24   | 1.01,338 |
| 17    | Hiro Matsushita       | Payton/Coyne Racing      | 23   | 1.01,280 |
| 18    | Robby Gordon          | Walker Racing            | 14   | 59,200   |
| 19    | Michael Andretti      | Newman/Haas Racing       | 13   | 59,084   |
| 20    | André Ribeiro         | Tasman Motorsports       | 5    | 58,573   |
| 21    | Maurício Gugelmin     | PacWest Racing           | 9    | 58,935   |
| 22    | Emerson Fittipaldi    | Hogan Penske Racing      | 20   | 1.00,031 |
| 23    | P.J. Jones            | All American Racing      | 26   | 1.01,860 |
| 24    | Eddie Lawson          | Galles Racing            | 21   | 1.00,304 |
| 25    | Parker Johnstone      | Comptech Racing          | 18   | 59,845   |
| 26    | Raul Boesel           | Brahma Sports Team       | 17   | 59,598   |